# برایس‌ویل (تنسی)
برایس‌ویل (به انگلیسی: Briceville) یک منطقهٔ مسکونی در ایالات متحده آمریکا است که در شهرستان اندرسون، تنسی واقع شده‌است. برایس‌ویل ۲۷۸ متر بالاتر از سطح دریا واقع شده‌است.